# Nonna Frump
Nonna Frump (in inglese Grandmama Frump o Granny Frump), nota anche come Mamma Frump, Hester Frump o Griselda Frump, nel doppiaggio italiano della prima serie Nonna Frumy, è un personaggio immaginario creato dal produttore David Levy e dagli sceneggiatori Harry Winkler e Hannibal Coons nel 1965 come parte della famiglia Addams di Charles Addams per la serie televisiva La famiglia Addams (1964-1966), dove viene interpretata da Margaret Hamilton, celebre per aver impersonato la Malvagia Strega dell'Ovest nel film Il mago di Oz (1939).
Il personaggio di Nonna Frump è un personaggio distinto da Nonna Addams, ed è esplicitamente la mamma di Morticia Addams, quando Nonna Addams è invece solitamente la mamma di Gomez, seppure sia stata battezzata originalmente da Charles Addams Nonna Frump e occasionalmente i due personaggi si confondono e si sovrappongono. Nelle vignette originali di Charles Addams, infatti, il cognome di Nonna Addams era Frump ed era al contempo la mamma di Morticia e Nonna Addams, divenendo poi il personaggio comunemente conosciuto come Nonna Addams dalla serie televisiva in poi, dove diventa invece la mamma di Gomez.

## Nome
Il cognome di Nonna Addams nelle vignette originali di Charles Addams è Frump, che significa letteralmente "infagottata", ma secondo Charles Addams va scritto con la prima lettera maiuscola, il che ne fa il cognome, con la conseguenza che anche Gomez dovrebbe chiamarsi Frump. Con la serie televisiva viene comunque deciso che la famiglia debba chiamarsi Addams, e così la Nonna diventa Nonna Addams e il cognome Frump passa a Morticia e alla di lei madre, Hester.
Nel film per la televisione del 1977 Halloween con la famiglia Addams il personaggio viene chiamato genericamente Mamma Frump (in inglese Mother Frump). Nella serie televisiva degli anni novanta La nuova famiglia Addams, il personaggio viene ribattezzato Griselda Frump, tornando a chiamarsi Hester Frump nella serie televisiva Mercoledì.

## Biografia del personaggio
A differenza di Nonna Addams, che vive assieme alla famiglia Addams, nella loro Casa, e la cui parentela non è chiara e talvolta si trova a essere la madre di Gomez, altre quella di Morticia, confondendosi e sovrapponendosi al personaggio di Nonna Frump, quest'ultima è invece sempre inequivocabilmente la mamma di Morticia, che non vive con la famiglia ma si reca occasionalmente in visita da loro.
Nella serie televisiva originale degli anni sessanta La famiglia Addams (The addams family) , Nonna Hester Frump è la mamma di Morticia Addams, sorella dello Zio Fester e nonna di Mercoledì e Pugsley. Si reca in visita alla famiglia Addams. Compare infatti nella serie in due occasioni. La prima nel doppio episodio Il romanzo di Morticia, prima e seconda parte, quando Morticia racconta alla famiglia raccolta attorno al caminetto, come lei e Gomez (inizialmente destinato a sposare la di lei sorella Ofelia) si siano conosciuti e Nonna Frump compare quindi nel frlashback. La seconda volta compare nell'episodio Tanti auguri, Nonna Frumy, quando questa viene invitata da Morticia a Casa Addams in occasione del suo compleanno.
Nel film per la televisione Halloween con la famiglia Addams, Hester Frump è tra gli ospiti della famiglia Addams per la festa di Halloween.
Nella serie televisiva Mercoledì, che ruota attorno alle avventure di Mercoledì Addams alla Nevermore Academy, Nonna Hester Frump è la ricca e perfida madre di Morticia Addams, proprietaria delle pompe funebri Frump Mortuaries. Lei e la figlia Morticia sono in cattivi rapporti, mentre è molto affiatata alla nipote, per cui parteggia contro Morticia. Nella seconda stagione della serie Morticia, convinta dai poteri incantatori della sirena Bianca Barclay, chiede alla madre di elargire una cospicua donazione per sostenere la Nevermore Academy.

## Caratteristiche
Nella serie televisiva originale degli anni sessanta, a differnza di Nonna Addams, pensata da Charles Addams come una simpatica e allegra, anche se un po' squinternata, "strega" domestica, che si prende cura della famiglia Addams, preparando per loro deliziosi manicaretti e pozioni magiche, Nonna Frump è invece l'esatto opposto, una altezzosa, un po' dispotica e brusca nei modi signora anziana.
Nella serie televisiva Mercoledì, Nonna Hester Frump è uno dei nuovi personaggi introdotti nella seconda stagione e viene completamente ridefinita dai creatori della serie. Qui è un'elegante matriarca, una dark lady acconciata in modo impeccabile, dal carattere distaccato e dalla lingua tagliente, è una fredda calcolatrice in tutto ciò che fa. È enormemente ricca, dato che è la proprietaria delle pompe funebri Frump Mortuaries, che intende lasciar in eredità alla nipote. Ha un rapporto conflittuale con la figlia Morticia, le due donne sono infatti in perenne competizione, mentre è molto amata dalla nipote Mercoledì, che ricambia con affetto, parteggiando per lei quando la madre le vuole impedire di attingere agli insegnamenti magici dell'antenata Goody Addams, non riuscendo tuttavia a impedire che Morticia bruci il libro che li contiene, così da impedire alla figlia di sviluppare le proprie capacità extrasensoriali.

## Interpreti
Nella serie televisiva originale degli anni sessanta La famiglia Addams (The addams family) , Nonna Hester Frump compare nei tre episodi della seconda stagione Il romanzo di Morticia - Prima parte, Il romanzo di Morticia - Seconda parte e Tanti auguri, Nonna Frumy, dove viene interpretata dall'attrice statunitense Margaret Hamilton, celebre per aver interpretato la Malvagia Strega dell'Ovest nel film Il mago di Oz (1939), al fianco di Judi Garland (Dorothy Gale). Nell'edizione in italiano della serie, il personaggio viene doppiato da Francesca Palopoli (1° doppiaggio) e da Micaela Giustiniani (2° doppiaggio).
Nel film per la televisione del 1977 Halloween con la famiglia Addams, il personaggio compare con il nome di Mamma Frump (in inglese Mother Frump, ed è interpretata dall'attrice Elvia Allman.
Nella serie televisiva degli anni novanta La nuova famiglia Addams (The New Addams Family), Nonna Frump viene ribattezzata Griselda Frump e compare nei due episodi Il fidanzamento di Morticia - Parte 1 e Il fidanzamento di Morticia - Parte 2, del 1998, dove viene interpretata da Meredith Bain Woodward.
Nella serie televisiva Mercoledì (Wednesday), Nonna Frump torna a chiamarsi Hester Frump e compare nell'episodio della seconda stagione Se la tristezza avesse voce (2025), dove viene impersonata dall'attrice britannica Joanna Lumley, celebre per aver interpretato il ruolo di Zaffiro nella serie di fantascienza degli anni settanta Zaffiro e Acciaio (Sapphire and Steel, 1979-1982) e quello di Purdey nella serie televisiva spionistica Gli infallibili tre (The New Avengers, 1976-1977), sequel della più nota serie televisiva degli anni settanta Agente speciale (The Avengers, 1961-1969).

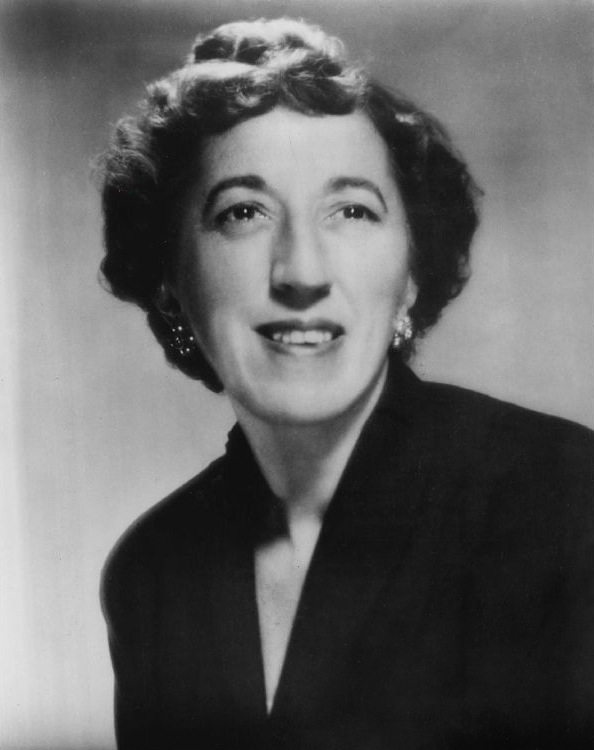
Margaret Hamilton, interprete di Hester Frump nella serie degli anni sessanta
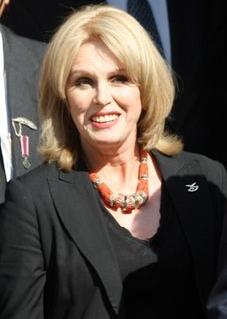
Joanna Lumley interprete di Hester Frump nella serie televisiva Mercoledì

## Filmografia
- La famiglia Addams (The addams family) - serie TV, episodi 2x02-2x03-2x22 (1965-1966) - Margaret Hamilton (Hester Frump)
- Halloween con la famiglia Addams, regia di Dennis Steinmetz - film TV (1977) - Elvia Allman (Mamma Frump)
- La nuova famiglia Addams (The New Addams Family) - serie TV, episodi 1x14-1x15 (1998) - Meredith Bain Woodward (Griselda Frump)
- Mercoledì (Wednesday) - serie TV, episodio 2x04 (2025) - Joanna Lumley (Hester Frump)